# Turzno (przystanek kolejowy)
Turzno – przystanek kolejowy z posterunkiem odgałęźnym i ładownią w Turznie, w powiecie toruńskim, w województwie kujawsko-pomorskim, w Polsce. Według klasyfikacji PKP ma kategorię dworca lokalnego.

## Ruch pasażerski
| Rok  | Wymiana pasażerska na dobę |
| ---- | -------------------------- |
| 2017 | 100-149                    |
| 2022 | 100-149                    |